# Kutno
Kutno is een stad in het Poolse woiwodschap Łódź, gelegen in de powiat Kutnowski. De oppervlakte bedraagt 33,59 km², het inwonertal 48.141 (2005).

## Verkeer en vervoer
- Station Kutno
- Station Azory

## Geboren
- Aga Mikolaj (1971-2021), operazangeres